# Arkonia Szczecin
Arkonia Szczecin ist ein polnischer Fußballverein aus Stettin (polnisch Szczecin) in der Woiwodschaft Westpommern.

## Geschichte
Arkonia Szczecin wurde 1946 gegründet. Eigentlich entstand der Verein schon ein Jahr früher in Koszalin, als der Sitz der polnischen Provinzverwaltung noch dort lag. Mit dem Umzug der Behörden nach Stettin zog auch der Fußballverein um und wurde unter dem Namen Milicyjny Klub Sportowy Szczecin offiziell gegründet. Nach mehreren Fusionen trug der Verein verschiedene Namen wie Gwardia, Budowlani und Chrobry, bis der Verein 1958 seinen heutigen Namen Arkonia annahm. Der Verein schaffte es dreimal in das Viertelfinale des Polnischen Fußballpokals. Der Verein verbrachte vier Spielzeiten in der Ekstraklasa, der höchsten polnischen Spielklasse, das beste Ergebnis war ein 6. Platz in der Saison 1962/63. Zu dieser Zeit besaß Arkonia 15 Abteilungen und war einer der führenden polnischen Sportvereine. Ab 1971 gab der Verein aufgrund finanzieller Probleme und wegen Mitgliederschwunds mehrere Abteilungen an andere Stettiner Vereine ab oder musste sie auflösen, sodass der Verein heute nur noch zwei Abteilungen, Fußball und Wasserball, besitzt. Heute spielt der ehemalige Erstligist nur noch in unterklassigen regionalen Ligen.